# Brainrot
Brainrot lub brain rot (pol. „gnicie mózgu”) – slangowe określenie na treści internetowe pozbawione określonego znaczenia i celu oraz negatywnych skutków (psychologicznych, poznawczych itp.) przez nie wywołanych, potocznie przyrównywanych do „gnicia mózgu”. Jako termin quasi-psychologiczny oznacza ono pogarszanie się funkcji poznawczych i zdolności skupienia uwagi przez spędzanie zbyt dużej ilości czasu w internecie. Termin ten był używany w internecie w 2004 r., ale popularność zyskał w 2023 roku i stał się internetowym memem. 
Określenie brainrot jest używane do opisania cyberkultury pokolenia Alfa. W takim znaczeniu używają go osoby, według których to pokolenie stanowczo zbyt długo korzysta z internetu. Elementem owej cyberkultury jest slang, zawierający takie słowa jak skibidi (słowo odnoszące się do Skibidi Toilet, a używane jako absurdalny, żartobliwy przymiotnik), rizz (charyzma wykorzystywana przy podrywie), gyatt (pośladki), fanum tax (kradzież jedzenia przyjaciołom przez przyjaciół), Grimace Shake, rizzler (osoba odnosząca sukcesy we flirtowaniu), aura points (z ang. punkty aury, czyli metaforyczne mierzenie punktami bycia fajnym), drip (modne ubrania), cap (kłamstwo), Ohio (coś dziwnego) oraz looksmaxing (maksymalizacja fizycznej atrakcyjności przy użyciu rozmaitych metod), w tym mewing (poprawianie kształtu szczęki poprzez trzymanie języka na podniebieniu) i bonesmashing. 
Wyrazy te pierwotnie używane były w języku angielskim, lecz zaczęły przenikać także do polskiego slangu młodzieżowego. Australijska senatorka pochodzenia afgańskiego, Fatima Payman, użyła słów z tego slangu w swej mowie w parlamencie, przez co jej przemówienie zaczęto określać jako brainrot.

## Galeria

Skibidi Toilet
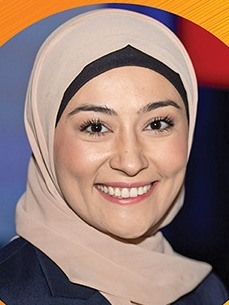
Senatorka Fatima Payman
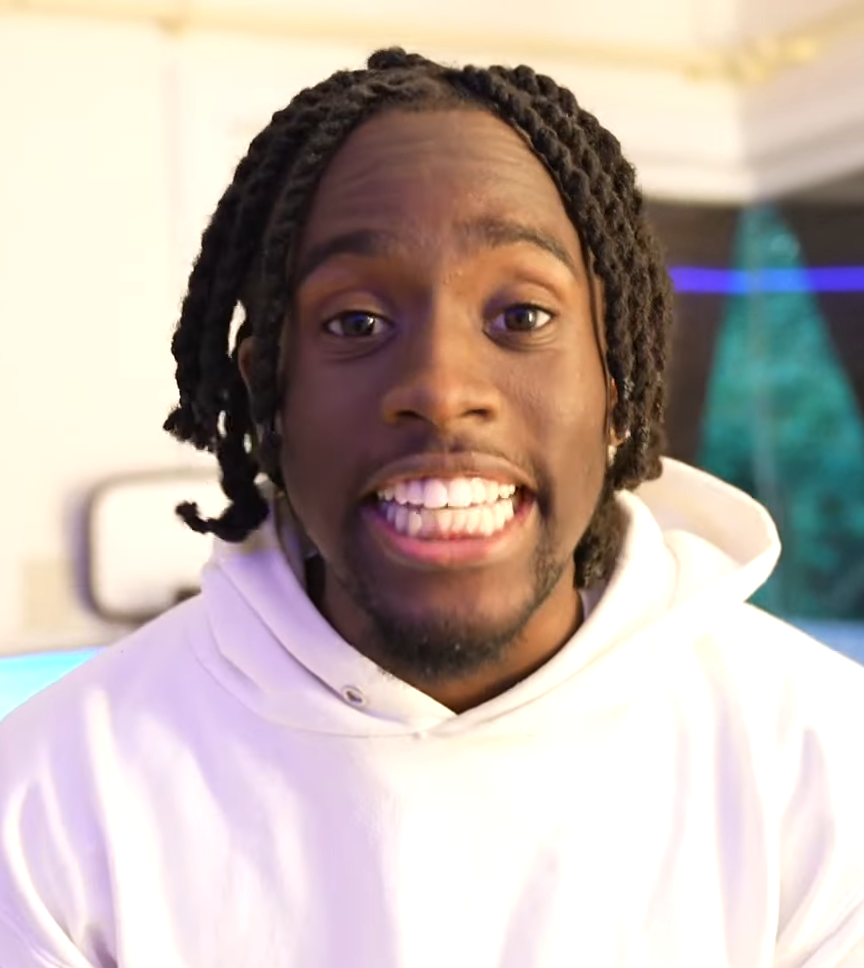
Kai Cenat, streamer i youtuber odpowiedzialny za popularyzację słów rizz i gyatt
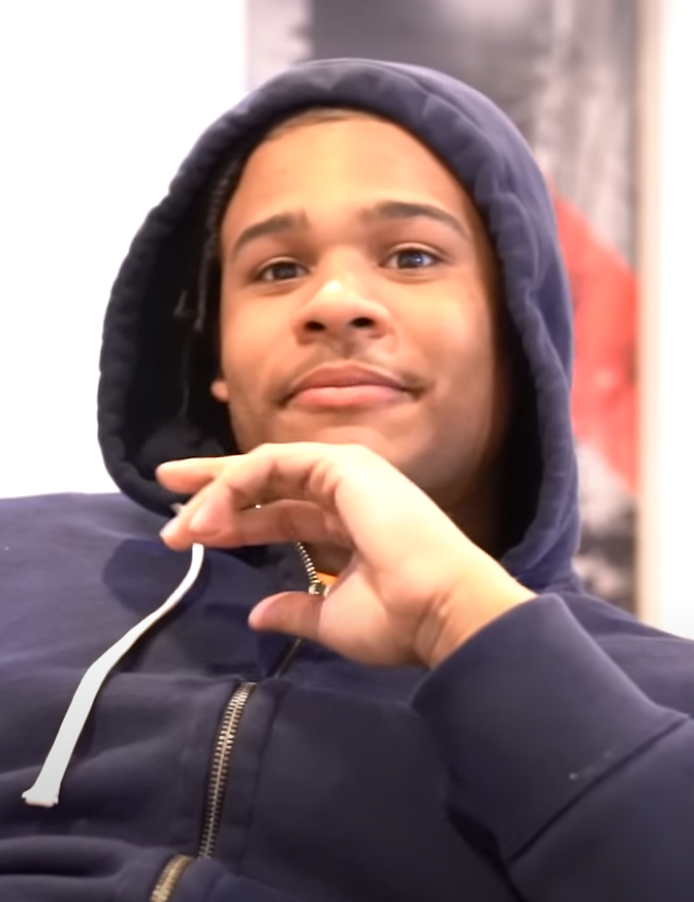
Fanum, youtuber i twórca frazy Fanum tax